# Кульбакін Степан Михайлович
Кульбакін Степан Михайлович (28 липня (9 серпня) 1873, Тбілісі — 22 грудня 1941, Белград) — російський і український мовознавець, славіст, доктор слов'янської філології з 1908, член-кореспондент Російської АН (з 1919), дійсний член Сербської АН з 1925.

## Біографія
Закінчив 1896 Новоросійський університет (Одеса).
Протягом 1896—1900 працює у бібліотеках Петербурга та Москви. З 1900 — доцент Новоросійського університету.
1901—1903 — у науковій подорожі по слов'янських землях. Протягом 1904—1919 працює у Харкові — доцент, а з 1908 — професор університету та Вищих жіночих курсів (1911—1919 — ректор курсів).
З 1920 — професор університету в Скопле (Югославія), з 1924 — Белградського.

## Наукова діяльність
Автор праці «Українська мова. Короткий нарис історичної фонетики і морфології» (1919, рос. мовою), в якій розглядається розвиток фонетичних, морфологічних явищ, побіжно окреслюються шляхи запозичення української лексики. Кульбакін виходить з того, що українська мова — одна з розвинених мов, яка має два різновиди: літературно-писемний (його основа — київсько-полтавська говірка) і діалектно-розмовний (у ньому Кульбакін виділяє три наріччя: південне, північне, карпатське).
Вчений віддає перевагу саме терміну «українська мова» над терміном «малоруська мова»: перший, на думку Кульбакіна, відповідає визнанню самостійного культурного розвитку і самостійної державності українського народу.
Цінність становить «Карта украинского языка», яка відбиває межі поширення української мови на час написання книги.
Кульбакін відомий також як дослідник старослов'янської («давньоцерковнослов'янської») мови. Трьома виданнями (1911-12, 1913, 1917) вийшла його книга «Давньоцерковнослов'янська мова» (російською мовою), де вперше у вітчизняному слов'янознавстві дістали справді наукове, порівняльно-історичне висвітлення фонетика та морфологія даної мови. Своїми працями зі старослов'янської мови Кульбакін фактично створив самостійну наукову дисципліну.
Низку розвідок присвятив окремим явищам слов'янських мов. У колі його наукових інтересів було також вивчення польської, сербської, болгарської мов.